# 文山湍蛙
文山湍蛙（学名：Amolops wenshanensis），一种分布于中国云南、广西及越南、不丹地区发现的两栖动物，隶属于蛙科湍蛙属。其种加词“wenshanensis”意为“云南文山的”。模式产地为中国云南文山州西畴县文山国家级自然保护区小桥沟片区。

## 形态特征
文山湍蛙体型小，雄蛙体长35.7～39.9毫米，雌蛙体长43.7～45.6毫米。皮肤光滑，身体背部呈绿色，四肢背面无明显横纹。